# Kadića Brdo
Kadića Brdo (cyr. Кадића Брдо) – wieś w Bośni i Hercegowinie, w Republice Serbskiej, w mieście Sarajewo Wschodnie, w gminie Sokolac. W 2013 roku liczyła 12 mieszkańców.